# Trichoniscus oedipus
Trichoniscus oedipus är en kräftdjursart som beskrevs av Sfenthourakis 1995. Trichoniscus oedipus ingår i släktet Trichoniscus och familjen Trichoniscidae. Inga underarter finns listade i Catalogue of Life.